# Marsra magyar!
A Marsra magyar! 2023-tól vetített magyar áldokumentum-szitkom, amit a KMH FILM és a Magyar Telekom hozott létre Pusztai Ferenc producer vezetésével Végh Zsolt és Kálmánchelyi Zoltán alkotott és rendezett. A főbb szerepekben Csőre Gábor, Stefanovics Angéla, Badár Sándor, Gyöngyösi Zoltán, Edvi Henrietta, Földi Csenge, Német Klára, Keresztes Tamás és Labán Roland látható.
A sorozatot 2023. május 2-án mutatta be az Index a YouTube-on. 2024. január 6-án a tévében is bemutatásra került. Ugyanebben az évben a Netflixen is elérhetővé vált az első évad. A második évadot az RTL mutatta be 2024. május 19-én.

## Cselekmény
A Hajnal-Vasad Kft. egyik beszállítóját meteorcsapás érte, ezért Hajnal Károly válságstábot hív össze, mivel így a csőd szélére is kerülhetnek. Azonban a cégre rámosolyog a szerencse, amikor a NASA felkéri őket egy lehetséges Mars-expedíció beszállítói munkájára.

## Szereplők

### Főszereplők
| Szerep        | Színész            | Leírás                                   |
| ------------- | ------------------ | ---------------------------------------- |
| Hajnal Károly | Csőre Gábor        | A Hajnal-Vasad Kft. ügyvezető igazgatója |
| Vass Mária    | Stefanovics Angéla | Hegesztő                                 |
| Makk Mátyás   | Gyöngyösi Zoltán   | Operatív vezető                          |
| Maró Sándor   | Badár Sándor       | Főmérnök                                 |
| Nagybani Áron | Labán Roland       | Targoncás, Laci fia                      |
| Dobó Csilla   | Edvi Henrietta     | Marketingvezető                          |
| Árvai Lilla   | Német Klára        | Gyakornok                                |
| Kis Katica    | Földi Csenge       | Gyakornok, akinek narkolepsziája van     |
| Láng Tamás    | Keresztes Tamás    | Hegesztő                                 |

### Mellékszereplők
| Szerep              | Színész           | Leírás                                              |
| ------------------- | ----------------- | --------------------------------------------------- |
| Nagybani Laci       | Thuróczy Szabolcs | Menedzser, Áron apja                                |
| Vasad Tamara        | Stork Natasa      | Károly volt felesége, a cég társigazgatója.         |
| Mr. Baley           | Árpa Attila       | Titokzatos külföldi férfi, aki megmentette a Kft-t. |
| Narrátor            | Kautzky Armand    | A Hajnal-Vasad Kft.-ről készült film narrátora      |
| Végh Zsolt          | Végh Zsolt        | A Hajnal-Vasad Kft.-ről készült film rendezői       |
| Kálmánchelyi Zoltán |                   | A Hajnal-Vasad Kft.-ről készült film rendezői       |
| Pusztai Ferenc      | Pusztai Ferenc    | A Hajnal-Vasad Kft.-ről készült film producere.     |

### További szereplők
- Andai Katalin – kedves hölgy
- Balázs Péter – idősebb Hajnal Károly
- Balogh Tímea – önmaga
- Bereczky Bianka – önmaga
- Bezerédi Zoltán – műkereskedő
- Borbáth Ottília – csirkés néni
- Boros Ádám – rendőrtiszt
- Bödör András – önmaga
- Csákányi Eszter – Makkné Edit, Matyi édesanyja
- Danis Lídia – Révész Lídia
- Dióssi Gábor – Stroszmayer Hümér
- Dobray Máté – operatőr
- Fekete Anna – önmaga
- Fekete László – erős verőember
- Gömöri Krisztián – Alkony József
- Hajdú Balázs – Csepi Feri
- Hegyi Barbara – Vasina hangja
- Herke Csaba – biztonsági őr
- Horváth Ákos – Joó-Nagy Béla
- Inotay Ákos – anyakönyvezető
- Ivancsics Ilona – eltévedt néző
- Jakab Balázs – pesti
- Janklovics Péter – Tűrő Béla
- Járai Máté – Tünde Andor
- Jordán Adél – Lilla édesanyja
- Juhász Jázmin – hegesztőlány
- Komlódy Márk – Földes Béla Szasza
- Kovács András Péter – önmaga
- Kovács Mátyás – Maró Sándor fiatalon
- Köllő Babett – Küllő Zsanett
- Kreisz Norbert – önmaga
- Kucsera Gábor – jóképű verőember
- Lakatos László – Fék Józsi
- Lazók Ketrin – Joó Évi
- Lovas Juci – Kaltenekker Iza
- Makrai László – zsákos verőember
- Martin Márta – Sanyi édesanyja
- Mogács Dániel – Rigó Ármin
- Mucsi Zoltán – Véres Attila
- Nyíri Mária – önmaga
- Oláh Miklós – balkezes verőember
- Ónodi Eszter – Szilvia, Áron édesanyja
- Pataki Szilvia – marketing asszisztens
- Pereszlényi Zoltán – önmaga
- Pogány Judit – Mari édesanyja
- Raul Ionescu – Nagy Moha István
- Sánta Tamás – önmaga
- Schwarcz Rudolf – rendőrtiszt
- Sebesta Dóra Judit – önmaga
- Sóvári-Fehér Anna – büféslány
- Staub Viktória - Timi, a mesterséges intelligencia hangja
- Szabó Béla – önmaga
- Szabó Emília – Marsi Enikő
- Szalma Lenke – büféslány
- Szoboszlai Dominik – önmaga
- Takátsy Péter – tolmács
- Tóth József – Zoli
- Tóth-Kiss Babett – önmaga
- Tölgyessy Csaba – önmaga
- Trokán Péter – pszichológus
- Ubrankovics Júlia – Katica édesanyja
- Urbanovits Krisztina – Tüttő Irén
- Ujlaki Dénes – portás
- Vághy Miron – Bennett
- Varga Levente – Pócsmegyeri Aurél Beléndek
- Wágner Levente – önmaga

## Évados áttekintés
| Évad            | Évad        | Epizódok    | Magyar sugárzás    | Magyar sugárzás    | Magyar adó |
| Évad            | Évad        | Epizódok    | Évadpremier        | Évadfinálé         | Magyar adó |
| --------------- | ----------- | ----------- | ------------------ | ------------------ | ---------- |
|                 | 1           | 13          | 2023. május 2.     | 2023. október 24.  |            |
| 2024. január 6. | 1           | 13          | 2024. február 17.  |                    |            |
|                 | 2           | 7           | 2024. május 19.    | 2024. június 30.   |            |
|                 | Különkiadás | Különkiadás | 2024. december 22. | 2024. december 22. |            |

## Epizódok

### 1. évad (2023)
A sorozat premierje 2023. május 2-án volt az Index YouTube-csatornáján.
| Sor. | Év. | Cím                       | Premier                                                     |
| ---- | --- | ------------------------- | ----------------------------------------------------------- |
| 1.   | 1.  | Hajnal-Vasadás            | 2023. május 2. (YouTube) 2024. január 6. (Super TV2)        |
| 2.   | 2.  | Megoldjuk okosba!         | 2023. május 8. (YouTube) 2024. január 6. (Super TV2)        |
| 3.   | 3.  | Csapatszellem a palackban | 2023. május 15. (YouTube) 2024. január 13. (Super TV2)      |
| 4.   | 4.  | A börtön ablakában        | 2023. május 22. (YouTube) 2024. január 13. (Super TV2)      |
| 5.   | 5.  | Reklám-arcok              | 2023. május 29. (YouTube) 2024. január 20. (Super TV2)      |
| 6.   | 6.  | Egészséges erotika        | 2023. június 5. (YouTube) 2024. január 20. (Super TV2)      |
| 7.   | 7.  | Marslinka                 | 2023. június 12. (YouTube) 2024. január 27. (Super TV2)     |
| 8.   | 8.  | Mars kiképzés             | 2023. szeptember 18. (YouTube) 2024. január 27. (Super TV2) |
| 9.   | 9.  | Horror műszak             | 2023. szeptember 25. (YouTube) 2024. február 3. (Super TV2) |
| 10.  | 10. | Részecskegyorsító         | 2023. október 2. (YouTube) 2024. február 3. (Super TV2)     |
| 11.  | 11. | Vasad-Hajnal              | 2023. október 9. (YouTube) 2024. február 10. (Super TV2)    |
| 12.  | 12. | A díva                    | 2023. október 16. (YouTube) 2024. február 10. (Super TV2)   |
| 13.  | 13. | Tomi és a vasalógyár      | 2023. október 24. (YouTube) 2024. február 17. (Super TV2)   |

### 2. évad (2024)
A második évad premierje 2024. május 19-én volt az RTL-n.
| Sor. | Év. | Cím       | Premier          | Nézettség |
| ---- | --- | --------- | ---------------- | --------- |
| 14.  | 1.  | 1. epizód | 2024. május 19.  | 83 000    |
| 15.  | 2.  | 2. epizód | 2024. május 26.  | 74 000    |
| 16.  | 3.  | 3. epizód | 2024. június 2.  | 81 000    |
| 17.  | 4.  | 4. epizód | 2024. június 9.  | 80 000    |
| 18.  | 5.  | 5. epizód | 2024. június 16. | 93 000    |
| 19.  | 6.  | 6. epizód | 2024. június 23. | 149 000   |
| 20.  | 7.  | 7. epizód | 2024. június 30. | 94 000    |

### Különkiadás
Karácsonyi extra epizód 40 percben.
| Sor. | Év. | Cím                                                | Premier            | Nézettség |
| ---- | --- | -------------------------------------------------- | ------------------ | --------- |
| 21.  | 1.  | A karácsonyi gömbvillám – Egy Marsra magyar sztori | 2024. december 22. | 219 000   |

## Érdekességek
Stefanovics Angéla, Végh Zsolt és Kálmánchelyi Zoltán alkotótriója kereste meg Pusztai Ferenc producert egy sorozatötlettel, hogy egy belső kommunikációs tréningekhez használt miniszkeccs-ötletüket együtt dolgozzák tovább és fejlesszék sorozattá. Pusztai továbbgondolva potenciált látott az alkotókban és az ötletben, hogy ne csak egy sorozatként, hanem egy nagy márka social media integrált kommunikációs platformjaként próbálják meg létrehozni. Ezzel az ötlettel keresték meg a Magyar Telekomot, amely szintén potenciált látott a projektben, és végül a Magyar Telekom a forgatókönyvek fejlesztésében és koproducerként is részt vett a sorozat létrehozásában. A sorozat világa a cég reklámjaiba is kiterjed.